# Patricia Vonne

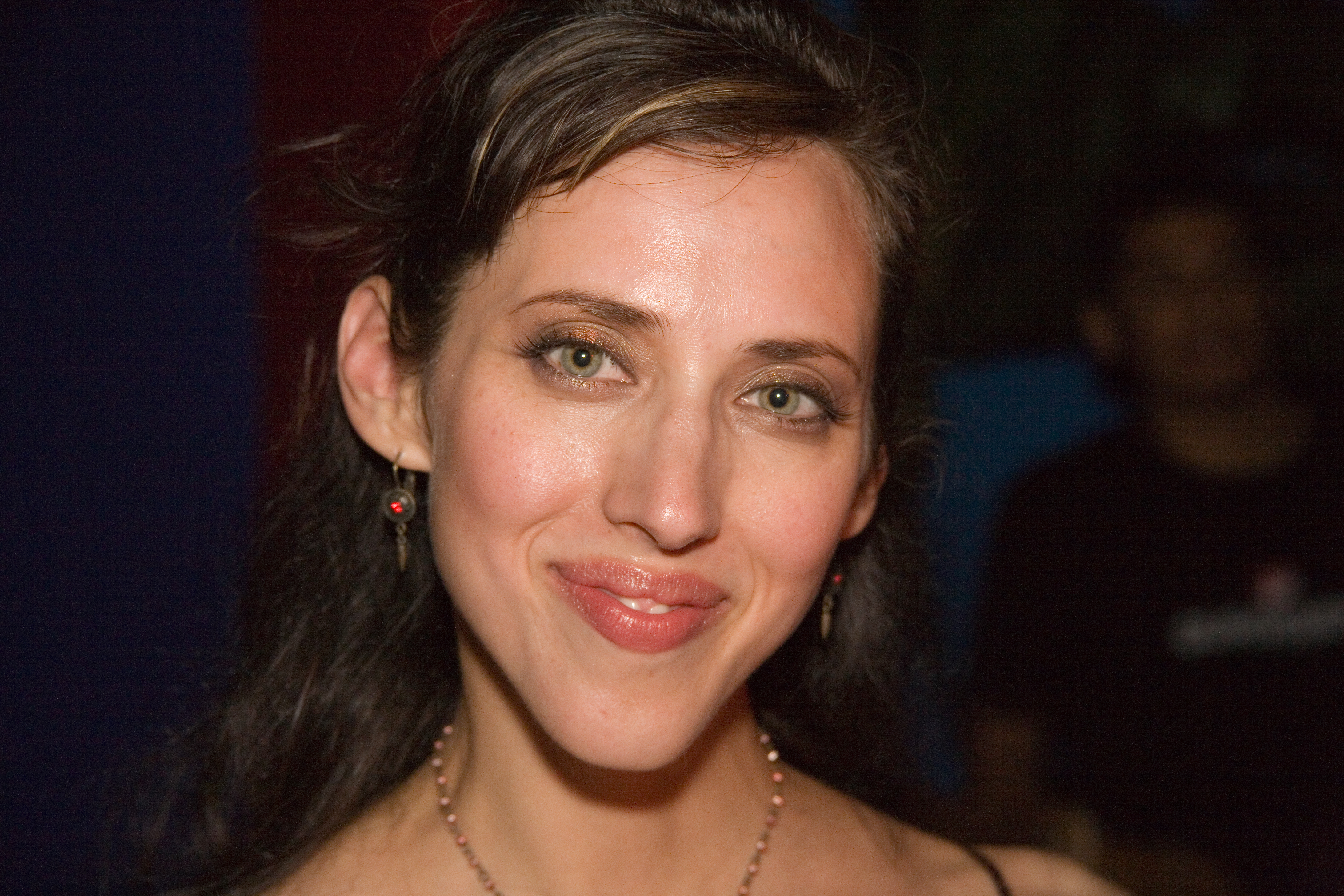
Patricia Vonne

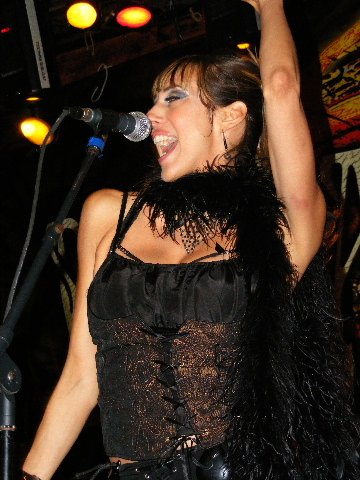
Patricia Vonne en Antone's en Austin, Texas (2009).

Patricia Vonne (Patricia Rodríguez de nacimiento, 19 de diciembre de 1969) es una cantante y actriz estadounidense. Es hermana de Ángela Lanza, Marcel Rodríguez y Robert Rodríguez.
Originaria de San Antonio, Texas, se mudó a la ciudad de Nueva York en 1990, donde residió hasta 2001 y pudo alcanzar metas artísticas. Trabajó también en Europa y apareció en anuncios comerciales y películas tanto nacionales como internacionales. Formó su propia banda musical y apareció en el programa de televisión On the New York circuit desde 1998 hasta 2001. Luego se mudó a su nativa Texas, desde donde se fue presentando en extensas giras en EE. UU., México y Europa.
En 2002 hizo una gira como miembro del grupo Tito & Tarantula, banda que apareció en el film From dusk till dawn (Abierto hasta el amanecer).
Su canción Tráeme paz fue interpretada en el film Once upon a time in Mexico.
La canción Mudpies and gasoline suena en la película Hell ride, dirigida por Quentin Tarantino.

## Discografía
- Patricia Vonne (2003)
- Guitars and castanets (2005)
- Firebird (2007)
- Worth it (2010)
- Rattle my cage (2013)
- Viva bandolera (2015)
- Top of the mountain (2018)

## Filmografía

### Como actriz
- Desperado (1995) como la chica del bar.
- Four rooms (1995) (como Patricia Vonne Rodríguez) como cadáver (segmento The Misbehavers).
- Spy kids (2001) como Spy Bridesmaid.
- El segundo (2004) como Maribel.
- Sin City (film) (2005) como Dallas.
- Heavenly beauties (2005) como bailarina española.

### En créditos misceláneos
- ''Spy kids 2'': Island of lost dreams (2002) (Coreógrafa de ballet).

### Como ella misma
- Patricia Vonne: Concierto Teatro de la Ciudad (2005) (Documental para TV).
- Loose Women  - serie de televisión - episodio #8.9 (2005)
- Habla Texas (2011) (documental para TV)